# Ерида (міфологія)
Еріда, Еріс (грец. Έρις) — богиня чвар та розбрату, дочка богині ночі Нікс (за іншими версіями дочка Зевса та Гери) сестра й супутниця Ареса. Міф про Ериду пов'язаний з яблуком розбрату, яке вона кинула на весільному бенкеті Пелея та Фетіди, що пізніше спричинило Троянську війну. Як богиня Ерида не мала культу. У Римі її ототожнювали з Діскордією — супутницею богині війни Беллони. Ремісники шанували ще одну, «свою», добру Ериду, яка уособлювала змагання. Латинське ім'я — Діскордія (лат. Discordia).
На честь богині названа карликова планета Ерида.